# 塞欧
塞欧（法語：Céaux，法語發音：[seo]）是法国芒什省的一个市镇，属于阿夫朗什区。

## 地理
塞欧（48°37'54"N, 1°23'15"W）面积8.39 平方千米，位于法国诺曼底大区芒什省，该省份为法国西北部沿海省份，西、北、东北三面环大西洋，东起顺时针与卡爾瓦多斯省、奧恩省、马耶讷省和伊勒-维莱讷省接壤。
与塞欧接壤的市镇（或旧市镇、城区）包括：库尔蒂尔、蓬托博、普雷塞、塞尔翁。

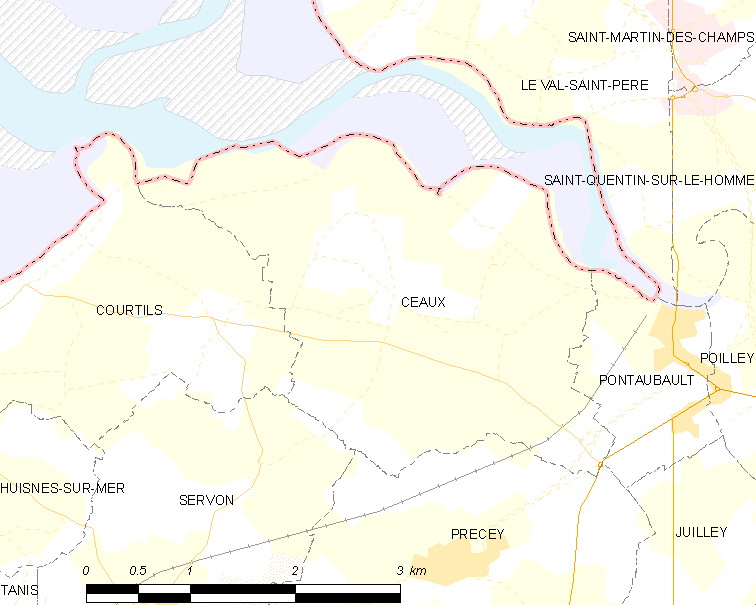
塞欧的OSM定位图

塞欧的时区为UTC+01:00、UTC+02:00（夏令时）。

## 行政
塞欧的邮政编码为50220，INSEE市镇编码为50108。

## 政治
塞欧所属的省级选区为蓬托尔松县。

## 人口

1962-2008年间塞欧人口变化图示

塞欧于2022年1月1日时的人口数量为413人。